# Radenthein
Radenthein (slovinsky Radenče) je město v Rakousku.
Obec se nachází v údolí Gegendtal a tvoří ji šest místních částí: Döbriach, Kaning, Laufenberg, Radenthein, St. Peter in Tweng a Tweng. Patří k okresu Spittal an der Drau ve spolkové zemi Korutany. Počet obyvatel je okolo 5800.
Poprvé je zmíněn v roce 1177 jako villa Ratentim cum capella, náležící k opatství Millstatt. Obyvatelé se živili těžbou granátů a železné rudy. V roce 1908 byl otevřen důl na magnezit, který patří firmě RHI AG a je hlavním zaměstnavatelem. Nárůst populace vedl k povýšení Radensteinu na městys v roce 1930 a na město v roce 1995.
Významný je turistický ruch, na území obce se nachází jezero Millstätter See a Národní park Nockberge. V Radentheinu se nachází farní kostel sv. Mikuláše, muzeum granátů a dům Sagamundo s interaktivní expozicí inspirovanou krajovými pověstmi.
Místní fotbalový klub WSG Radenthein byl účastníkem nejvyšší rakouské soutěže.